# 広島シティネットワーク

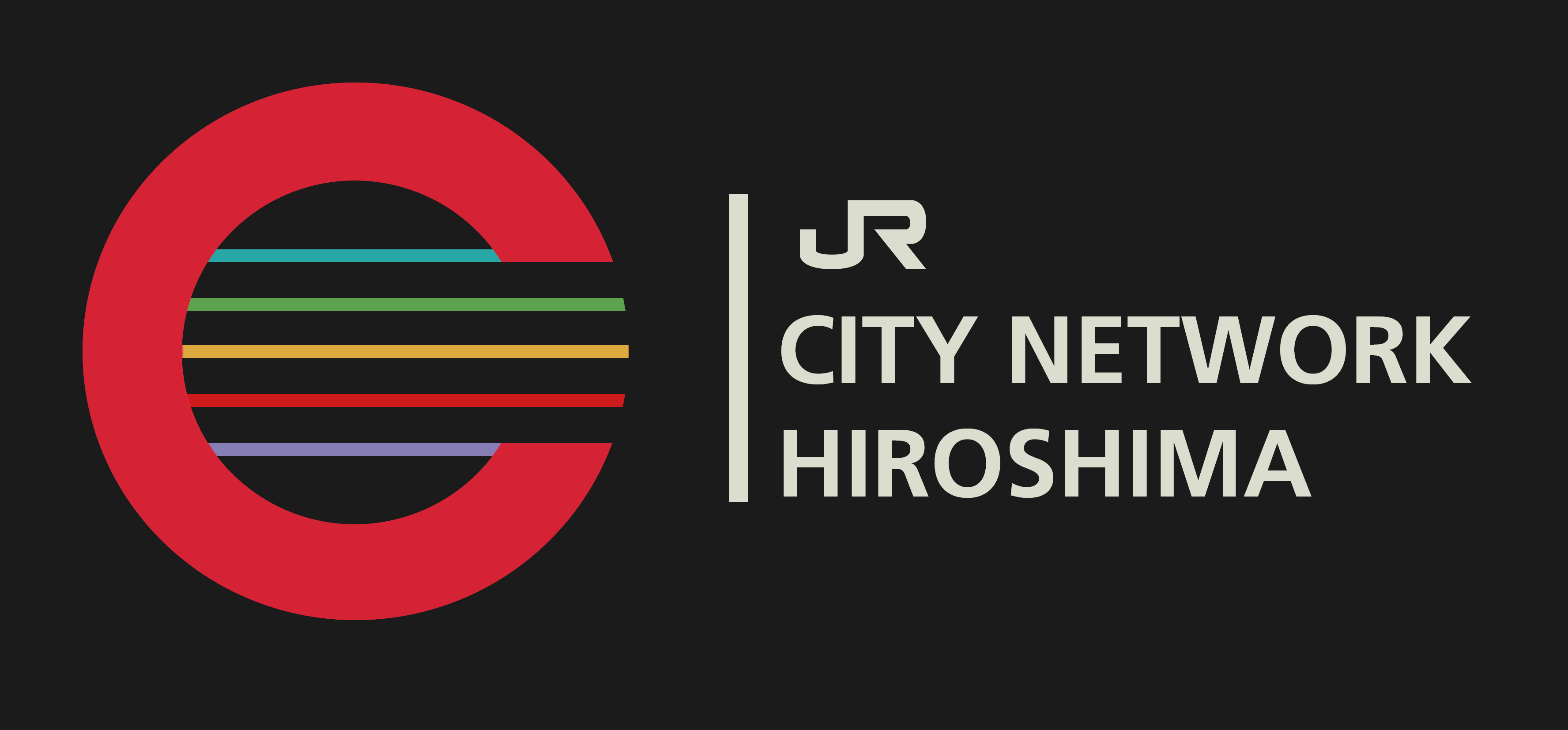
JRシティネットワーク広島のロゴ

広島シティネットワーク（ひろしまシティネットワーク）は、西日本旅客鉄道（JR西日本）広島支社が広島県の広島都市圏（一部山口県に位置する岩国都市圏にも乗り入れ）で営業する在来線に付した愛称である。
2015年（平成27年）に行われたエリアブランディング（後述）以降、227系電車を中心に「JRシティネットワーク広島」（ジェイアールシティネットワークひろしま）の呼称も用いられているが、それ以降も広島支社ニュースリリースや鉄道雑誌などでは引き続き「広島シティネットワーク」の呼称が用いられている。

## 概要
広島駅を中心に、放射状に伸びる山陽本線（山陽線）・可部線・呉線・芸備線で、2002年（平成14年）10月5日のダイヤ改正以降、以下の区間を広島シティネットワークとしている。特定都区市内制度における「広島市内の駅」よりも、芸備線を除き広島シティネットワークの方が広大である。
現在運用されているものは、2015年（平成27年）3月14日のダイヤ改正に合わせて国鉄時代からの古い設備を一新し、新型車両（227系電車）やサインシステムにより新たにブランディングを行ったものであり、広島駅を中心とした5方面に分け、運行系統別に新たな路線記号とラインカラーを導入したものである（2014年〈平成26年〉8月6日に導入を発表）。この時のブランディングが「“JRシティネットワーク広島”のブランディング（227系電車と路線記号カラーデザイン）」として2015年（平成27年）9月29日に2015年度グッドデザイン賞を受賞している。
| 記号・色 | 路線     | 区間                           |
| -------- | -------- | ------------------------------ |
| （緑）   | 山陽本線 | 白市駅 - 広島駅間              |
| （赤）   | 山陽本線 | 広島駅 - 岩国駅間              |
| （黄）   | 呉線     | 広駅 - 海田市駅 - 広島駅間     |
| （青）   | 可部線   | 広島駅 - 横川駅 - あき亀山駅間 |
| （紫）   | 芸備線   | 狩留家駅 - 広島駅間            |

2016年（平成28年）のダイヤ改正以降、公式サイトの全域路線図上や、周辺支社管内を含めた一部の駅の運賃表・のりば案内・時刻表では路線記号適用区間が上記より逐次拡大されているが（芸備線は岡山支社管内を含む）、広島シティネットワークとしてのエリアは可部線の延伸を除いて変化はない。

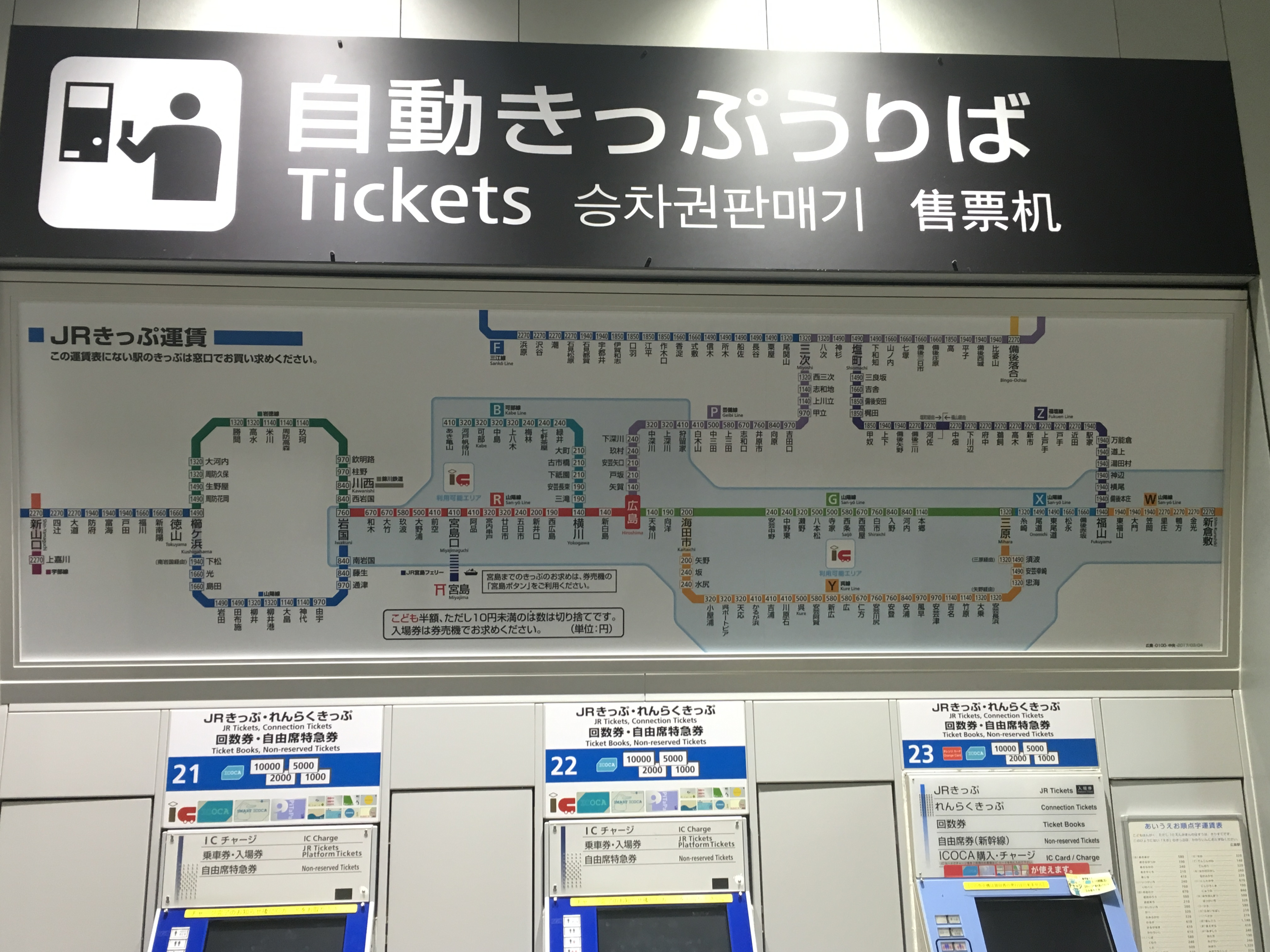
広島エリア、岡山・福山エリア、山陰エリアの路線記号・ラインカラーを反映した運賃表 （2017年3月19日、JR広島駅）
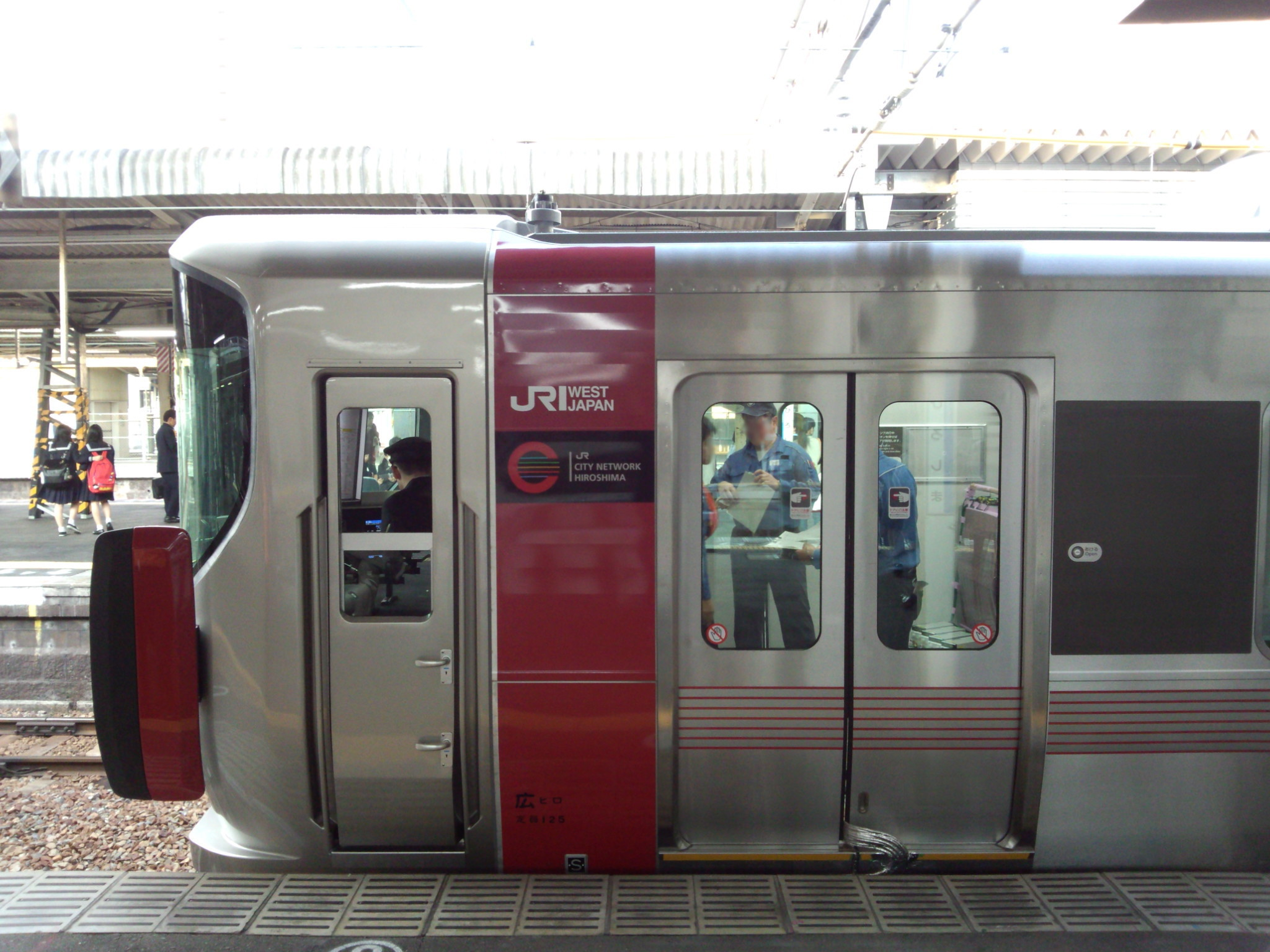
227系先頭側面に描かれたJRシティネットワーク広島のシンボルマーク
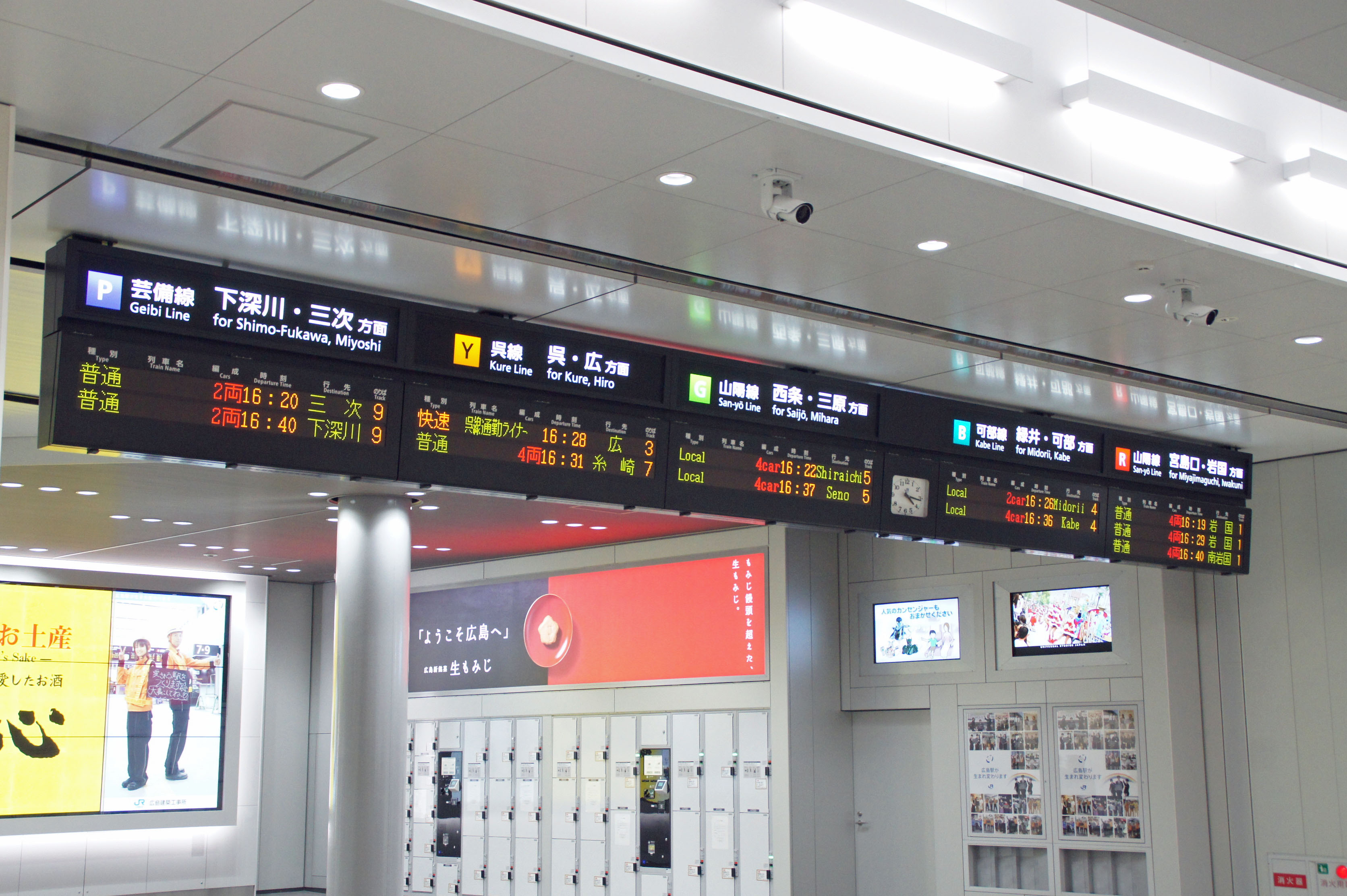
広島駅発車標 （路線記号反映）

## 運行形態
山陽本線
広島県・山口県を東西に貫く路線で、東広島市・海田町・府中町・広島市・廿日市市・大竹市・和木町・岩国市を経由する。昼間は普通列車のみの運行で、白市駅 - 大野浦駅間で毎時4本、大野浦駅 - 岩国駅間で毎時3本となっている。朝夕は運行本数が増える（広島駅基準で最大毎時10本）。快速列車は平日朝の時間帯に「通勤ライナー」、土休日日中の時間帯に「シティライナー」が運行される。
呉線
瀬戸内海に沿って走る路線で、呉市・坂町・海田町を経由する。全列車が山陽本線経由で広島駅へ直通する。昼間は快速列車「安芸路ライナー」が毎時2本、普通列車が毎時1本の運行で、快速通過駅では毎時1本しか停車しない。朝夕は運行本数が増える（広島駅基準で最大毎時6本）。朝夕も快速列車が運転されるが、全日朝の下りのみ安芸路ライナーに代わって通勤ライナーが運行される。
可部線
太田川西岸の広島市内を南北に走る路線である。全列車が山陽本線経由で広島へ直通する。普通列車のみの運行で、昼間は毎時3本となっている。朝夕は運行本数が増える（広島駅基準で最大毎時6本）。2012年（平成24年）のダイヤ改正前までは快速電車も走っていた。
芸備線
太田川東岸の広島市内を南北に走る路線であり、本エリアの在来線では唯一の非電化路線である。昼間は平日は普通列車のみで平日毎時2本・土休日毎時2 - 3本の運行となっている。朝夕は運行本数が増え（広島駅基準で最大毎時3本・矢賀駅基準で朝の7時台の下りは5本）、快速列車「みよしライナー」も運行される。

### 快速「通勤ライナー」
平日の朝時間帯にのみ運行される列車。山陽本線では、朝ラッシュ時に糸崎駅 → 五日市駅・岩国駅間で2本、岩国駅 → 広島駅間で1本が運転されている。ただし、海田市駅 - 広島駅間では平日・土休日の朝に呉線系統の「通勤ライナー」の運行があるが、2025年（令和7年）3月のダイヤ改正までは、呉線の通勤ライナーは山陽本線との接続駅である海田市駅を通過していた。
2008年（平成20年）3月15日のダイヤ改正で、日中の快速「シティライナー」の停車駅が追加され、広島駅以西の「シティライナー」と「通勤ライナー」の停車駅が同一となるものの、「通勤ライナー」の名称は残っていた。翌年の2009年（平成21年）3月14日のダイヤ改正にて、広島駅 - 岩国駅間の「通勤ライナー」は、いったん「シティライナー」に統合されて廃止された。2010年（平成22年）3月13日のダイヤ改正からは、快速「シティライナー」が廃止されて、広島駅 - 岩国駅間の快速列車は「通勤ライナー」に再び変更された。このダイヤ改正以降は、広島駅を境に列車種別が変更して運転されるようになり、朝ラッシュ時は、広島駅まで快速、広島駅から普通として、夕方ラッシュ時は広島駅まで普通、広島駅から快速として運転されていた。
2012年（平成24年）3月17日のダイヤ改正で、夕方と土曜・休日の快速「通勤ライナー」が廃止され、平日朝のみの運行となる。
2018年（平成30年）7月の豪雨災害による被災からの全線復旧以降も、平日・土休日共通の暫定ダイヤで運行されていたため、この間は土休日にも運行が行われていたが、糸崎駅以東への乗り入れは休止された。2019年（平成31年）3月16日のダイヤ改正で正式に毎日運行に戻る一方、糸崎駅以東ならびに可部線への乗り入れが正式に廃止された。2020年（令和2年）3月14日のダイヤ改正では平日ダイヤと土休日ダイヤが再分離されたため、再び平日のみの運行に戻った。一方、呉線の「通勤ライナー」は土休日も運転されている。
2024年（令和6年）10月5日のダイヤ修正（実際の設定開始は10月7日）より、山陽本線系統の上り列車1本に有料座席「快速 うれしート」が導入された。有料エリア（指定席区画）は4両編成の最後尾車両（1号車）の進行方向後ろ寄り（1A - 5D席）で、一般エリア（自由席区画）とは暖簾で仕切られる。設定区間は岩国駅→五日市駅間のみで、五日市駅→広島駅間はサービス適用外（全車自由席）となる。

### 快速「シティライナー」
現在は土休日のデータイムの快速として運行されている列車である。ここでは前身の「山陽シティライナー」も含めて記す。

#### 2010年3月までの運転概況
2010年（平成22年）3月13日の改正で一度廃止されるまでは主に岡山駅 - 徳山駅間で運転され、そのうち広島近郊の西条駅 - 岩国駅間で2010年（平成22年）3月12日まで速達運転を行っていた快速列車であった。2001年（平成13年）3月3日に「山陽シティライナー」として運行を開始した。2003年（平成15年）3月15日で昼間時以外の列車を「通勤ライナー」として分離して「シティライナー」に改称した。
基本的には山陽本線の長距離普通列車が広島シティネットワークエリア内では快速「シティライナー」となり、快速区間以外では普通と案内していた。該当する列車の方向幕には例えば「西条 - 岩国間快速」とあり、車内放送でも同様の案内をする。下り岡山駅発車時点での車内放送の例としては、「西条から岩国まで快速の○○行き」「広島県内の西条から岩国までは快速となります」というものがある。広島駅の放送でも「広島 - 瀬野間快速です」「広島 - 岩国間快速です」と案内していた。
列車は最遠で下関駅まで運転されていたが、徳山駅 - 下関駅間は普通列車の扱いとなり、徳山駅で列車番号を変更していた。
朝は広島や白市始発の列車や可部線直通列車も設定されていたほか、糸崎始発の列車も多く運転されていた。かつては下関発三石行きがあり、運行距離が425.7 kmで、日本最長であった（下関駅の西隣は福岡県の門司駅で、三石駅の東隣りは兵庫県の上郡駅であるため、中国地方の西端から東端まで走行していたことになる）。三石駅直通列車が廃止されてから2009年（平成21年）3月までは、下関駅 - 岡山駅を運行する列車が日本最長の384.7 kmになり、それ以降は岡山駅 - 新山口駅間の315.8 kmであった。三石駅直通列車廃止後も、万富始発の列車（徳山行き）が下り1本のみ設定されていたが、こちらも2009年（平成21年）3月ダイヤ改正で廃止され、糸崎駅で系統分割されている。
2016年（平成28年）3月のダイヤ改正で岡山発下関行きの普通列車は復活したが、2017年（平成29年）3月4日ダイヤ改正で運行区間が糸崎発下関行きに短縮され、2018年（平成30年）9月9日以降は西日本豪雨からの復旧後の徐行運転に伴う臨時ダイヤにより白市発下関行へと短縮された。そして、2019年（平成31年）3月16日には糸崎発岩国行きに再度運行区間が短縮された。この改正では広島地区の227系統一の影響で、広島地区から山口県内への直通区間は徳山駅までに短縮され、同時に広島地区から岡山地区への直通運転も廃止され、広島地区での長距離列車はなくなった。

#### 2016年3月から2018年7月までの運転概況
2010年（平成22年）に廃止されて以降、快速列車は朝ラッシュ時間帯を除き設定されていなかったが、2016年（平成28年）3月26日のダイヤ改正より土休日に限り再び運行を開始した。運行区間は広島駅 - 岩国駅間を基本とし、朝の10時台の下りに限り西条駅始発で運行される。
西条駅 - 広島駅間の停車駅は、平日に運行される通勤ライナーと同一である。広島駅 - 岩国駅間については、2010年（平成22年）3月までの場合は広島市内各駅の乗車機会増及び岩国方面から広島市内主要駅への速達列車であったが、復活後は広島駅に近い主要駅を通過する一方、大野浦駅 - 岩国駅間では普通列車の削減を補完するため各駅に停車する遠近分離型の設定に変更されている。
2016年（平成26年）3月26日から2018年（平成30年）3月11日までは全列車が227系の4 - 8両編成で運転されていたが、2018年（平成30年）3月17日のダイヤ改正から再び115系も使われていた。
2018年（平成30年）7月の豪雨災害で山陽本線が不通となったことで「シティライナー」も運休となる。同年10月に山陽本線の不通区間が全て解消された後も、平日・土休日共通の暫定ダイヤでの運行が続いたため「シティライナー」の運転再開はできず、平日ダイヤと土休日ダイヤが統合された2019年（平成31年）3月16日のダイヤ改正を以って列車自体が廃止となり、時刻表からも削除された。結果的に豪雨災害直前の日曜日であった2018年（平成30年）7月1日が最終運行となり、僅かおよそ2年3か月で再び廃止された。

#### 2020年3月からの運転概況
2020年（令和2年）3月14日ダイヤ改正で平日ダイヤと土休日ダイヤが再分離されることに合わせ、土休日に運転が再開された。当初の運行形態は2018年7月以前のものを踏襲したが、宮内串戸駅が通過となり、横川駅に停車する。しかし、翌2021年（令和3年）3月13日ダイヤ改正で日中の運行が取りやめとなり、西条発広島行き1本と、朝夕の広島駅 - 岩国駅間4往復のみの運行となり、広島駅を跨いだ運転も無くなった。
2025年（令和7年）3月15日現在、白市発広島行きが1本と、広島駅 - 岩国駅間で5往復が運行されている。ただし朝時間帯の下り1本は広始発で、広駅 - 広島駅間は「通勤ライナー」として運転しており、運転系統上は広島駅を跨いでからシティライナーに変わる。
また臨時列車として2023年（令和5年）以降の岩国航空基地フレンドシップデーに合わせ2023年（令和5年）4月15日と2024年（令和6年）5月5日に臨時列車として快速シティライナーの運転実績があるほか、2024年（令和6年）4月27日 - 5月6日の土休日昼間に広島駅 - 岩国駅で毎時1本、臨時列車として運転された。
2024年（令和6年）10月5日のダイヤ修正より、夕方時間帯の上り列車2本に有料座席「快速 うれしート」が導入された。有料エリア（指定席区画）は6両編成の最後尾車両（1号車）の進行方向後ろ寄り（1A - 5D席）で、一般エリア（自由席区画）とは暖簾で仕切られる。「通勤ライナー」とは異なり、設定区間は岩国駅→広島駅間全区間となる。2025年（令和7年）3月15日のダイヤ改正より、朝時間帯の上り列車3本も対象となった。

##### 停車駅の変遷
凡例
- ●：停車
- ○：昼間時のみ停車
- ―・→：通過（矢印は運転方向）
- ／：未開業
- …：この間は各駅に停車

| ダイヤ改正日 | 岡山 | … | 白市 | 西高屋 | 西条 | 寺家 | 八本松 | 瀬野 | 中野東 | 安芸中野 | 海田市 | 向洋 | 天神川 | 広島 | 新白島 | 横川 | 西広島 | 新井口 | 五日市 | 廿日市 | 宮内串戸 | 阿品 | 宮島口 | 前空 | 大野浦 | 玖波 | 大竹 | 和木 | 岩国 | … | 徳山 | 備考 |
| ------------ | ---- | - | ---- | ------ | ---- | ---- | ------ | ---- | ------ | -------- | ------ | ---- | ------ | ---- | ------ | ---- | ------ | ------ | ------ | ------ | -------- | ---- | ------ | ---- | ------ | ---- | ---- | ---- | ---- | - | ---- | --- |
| 2001/03/03   | ●    | … | ●    | ●      | ●    | ／   | ―      | ―    | ―      | ―        | ―      | ―    | ／     | ●    | ／     | ●    | ●      | ●      | ●      | ―      | ―        | ―    | ●      | ―    | ―      | ―    | ―    | ／   | ●    | … | ●    | 運行開始。 |
| 2002/10/05   | ●    | … | ●    | ●      | ●    | ／   | ●      | ○    | ―      | ―        | ―      | ―    | ／     | ●    | ／     | ●    | ●      | ●      | ●      | ―      | ―        | ―    | ●      | ―    | ―      | ―    | ―    | ／   | ●    | … | ●    | 八本松駅を停車駅に追加。 昼間時のみ瀬野駅にも停車。                                                                       |
| 2003/03/15   | ●    | … | ●    | ●      | ●    | ／   | ●      | ●    | ―      | ―        | ―      | ―    | ／     | ●    | ／     | ●    | ●      | ●      | ●      | ―      | ―        | ―    | ●      | ―    | ―      | ―    | ―    | ／   | ●    | … | ●    | 瀬野駅通過の快速は「通勤ライナー」として分割。 2004年開業の天神川駅は通過。                                               |
| 2008/03/15   | ●    | … | ●    | ●      | ●    | ／   | ●      | ●    | ―      | ―        | ―      | ―    | ―      | ●    | ／     | ●    | ●      | ●      | ●      | ―      | ●        | ―    | ●      | ―    | ―      | ―    | ●    | ―    | ●    | … | ●    | 宮内串戸駅・大竹駅を停車駅に追加。 新規開業の和木駅は通過。 2010年3月12日で一旦運行終了。                                 |
| 2016/03/26   |      |   |      |        | ●    | ／   | ●      | →    | →      | →        | ●      | →    | →      | ●    | ―      | ―    | ―      | ―      | ●      | ―      | ●        | ―    | ●      | ―    | ●      | ●    | ●    | ●    | ●    |   |      | 新たな停車駅で運行再開。 2017年開業の寺家駅は通過。 2018年7月1日を最後に運休、以降再開できぬまま廃止。                    |
| 2020/03/14   |      |   |      |        | ●    | →    | ●      | →    | →      | →        | ●      | →    | →      | ●    | ―      | ●    | ―      | ―      | ●      | ―      | ―        | ―    | ●      | ―    | ●      | ●    | ●    | ●    | ●    |   |      | 1年8か月半ぶりに運行再開。 横川駅を停車駅に追加し、宮内串戸駅は通過。 広島駅を跨いだ直通運転は2021年3月13日以降取りやめ。 |
| 2025/03/15   |      |   | ●    | ●      | ●    | →    | ●      | →    | →      | →        | ●      | →    | →      | ●    | ―      | ●    | ―      | ―      | ●      | ―      | ―        | ―    | ●      | ―    | ●      | ●    | ●    | ●    | ●    |   |      | 西条始発列車を白市始発に延長。                                                                                            |

### 赤ヘル号

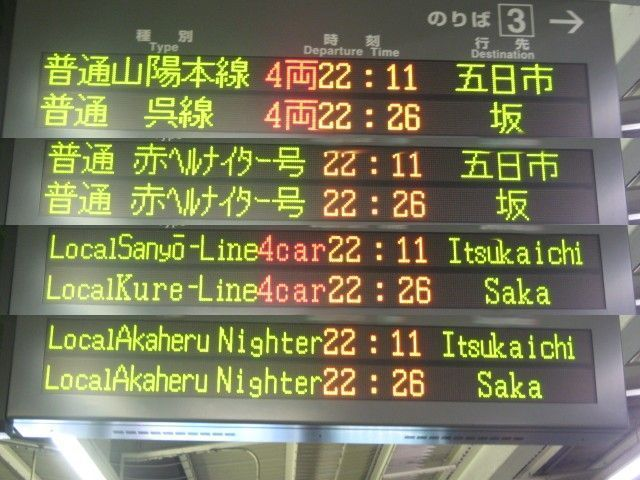
広島駅発車標の赤ヘルナイター号表示
（2009年9月4日）

2009年（平成21年）春、広島駅の南東にあった東広島駅（貨物）の跡地に、老朽化した旧広島市民球場に代わる施設としてMAZDA Zoom-Zoom スタジアム広島が完成した。これに伴い、プロ野球のナイターが開催される日に限り、山陽線・呉線・可部線に臨時列車を「赤ヘルナイター号」の列車名で、試合終了後の時間帯に広島駅から運転を開始した。最初の運転日は2009年（平成21年）4月10日（広島東洋カープ対中日ドラゴンズ第1回戦）。
初年度の2009年（平成21年）は、山陽線下りは五日市駅まで、山陽線上りは瀬野駅まで、呉線は坂駅まで、可部線は緑井駅までと運転区間が短い一方で、運転本数を多く確保することで近距離区間の混雑解消を図っていた。毎年、運転区間・本数の見直しが行われているが、芸備線では一度も運転されたことがない。
2016年（平成28年）からはデーゲーム開催日にも運転され、ナイター開催日の臨時列車も含めて「赤ヘル号」として運転されている。デーゲーム開催日は、試合開始前の時間帯に広島行が運転されるが、試合終了後には運転されない。但し、2016年（平成28年）は試合終了後に坂行が運転された。
運転時刻は予め決められているが、ナイターの試合展開により試合終了が遅くなった時は、運転時刻を繰り下げる場合がある。
なお、広島シティネットワーク外ではあるが、2017年（平成29年）9月22日から2019年シーズン終了までは山陽新幹線でも「新幹線版『赤ヘル号』」として、一部日程（原則として金曜日のナイトゲーム開催日）で、広島駅発岡山駅行き臨時こだまが設定されていた。N700系8両編成が充当され、全席自由席（グリーン券は当日車内販売のみ）で運行された。
| 年＼行先 | 山陽線 | 山陽線 | 山陽線 | 山陽線 | 山陽線 | 山陽線 | 山陽線 | 山陽線 | 山陽線 | 山陽線 | 呉線 | 呉線   | 呉線 | 呉線 | 呉線 | 呉線 | 可部線 | 可部線 |
| 年＼行先 | 五日市 | 五日市 | 大野浦 | 大野浦 | 岩国   | 岩国   | 瀬野   | 瀬野   | 西条   | 西条   | 坂   | 坂     | 呉   | 呉   | 広   | 広   | 緑井   | 緑井   |
| 年＼行先 | 平     | 休     | 平     | 休     | 平     | 休     | 平     | 休     | 平     | 休     | 平   | 休     | 平   | 休   | 平   | 休   | 平     | 休     |
| -------- | ------ | ------ | ------ | ------ | ------ | ------ | ------ | ------ | ------ | ------ | ---- | ------ | ---- | ---- | ---- | ---- | ------ | ------ |
| 2009年   | 6      | 6      | -      | -      | -      | -      | 3      | 3      | -      | -      | 2    | 2      | -    | -    | -    | -    | 1      | 1      |
| 2010年   | 5      | 1      | -      | -      | 1      | 1      | 2      | -      | 1      | -      | 1    | -      | -    | -    | 1    | 1    | 1      | -      |
| 2011年   | 2      | -      | 1      | 1      | 1      | 1      | 1      | 1      | 1      | -      | 1    | -      | -    | -    | 1    | 1    | -      | -      |
| 2012年   | -      | -      | 1      | -      | 1      | 1      | -      | -      | 1      | -      | -    | -      | -    | -    | 1    | 1    | -      | -      |
| 2013年   | -      | -      | 3      | 2      | -      | -      | -      | -      | 1      | 1      | -    | -      | -    | -    | 1    | 1    | -      | -      |
| 2014年   | -      | -      | 2      | 2      | -      | -      | -      | -      | 1      | 1      | -    | -      | -    | -    | 1    | 1    | -      | -      |
| 2015年   | -      | -      | 2      | 2      | -      | -      | -      | -      | 2      | 2      | -    | -      | 1    | 1    | 1    | 1    | -      | -      |
| 2016年   | -      | -      | 2      | 2      | -      | -      | 1      | 1      | 1      | 1      | -    | 3※(1※) | 2    | 2    | -    | -    | -      | 1      |
| 2017年   | 1      | (1※)   | 2      | 2      | -      | -      | 1      | -      | 1      | 1      | 2    | 1 (1※) | -    | 1    | -    | -    | -      | 1      |
| 2018年   | 1      | (1※)   | 2      | 2      | -      | -      | 1      | -      | 1      | 1      | 2    | 1 (1※) | -    | 1    | -    | -    | -      | 1      |
| 2019年   | 2      | 2 (4※) | 2      | 2 (1※) | -      | -      | 1      | 1      | 1      | 1      | 2    | 2 (1※) | -    | -    | -    | -    | -      | -      |
| 2020年   | 2      | 1 (1※) | 2      | 3      | -      | -      | 1      | -      | 1      | 1      | 2    | 1 (1※) | -    | 1    | -    | -    | -      | 1      |
| 2021年   | -      | -      | -      | -      | -      | -      | -      | -      | -      | -      | -    | -      | -    | -    | -    | -    | -      | -      |
| 2022年   | -      | -      | -      | -      | -      | -      | -      | -      | -      | -      | -    | 1      | -    | -    | -    | -    | -      | 1      |
| 2023年   | 1      | 1      | 1      | -      | -      | (快1※) | -      | -      | -      | -      | -    | 1 (1※) | -    | -    | -    | -    | -      | 1      |

2020年（令和2年）は運転が取り止めとなり、2021年は当初から運転の予定が無かった（該当シーズンは新型コロナウイルス感染拡大防止の観点から、プロ野球は無観客での開催もしくは有観客での開催時も観客数が制限された）。
2022年（令和4年）の全列車と、2023年（令和5年）の五日市行・大野浦行（五日市行の定期列車を延長運転）は7月 - 9月のみ運転。
- 「※」はデーゲーム開催日のみ運転（2016年（平成28年）の本数は13:30試合開始日基準）、その他はナイター開催日のみ運転。
- 括弧内は往路（広島行き）の本数。快は快速列車、その他は普通列車。

### 瀬戸内マリンビュー
定められた土休日に広島駅 - 三原駅間を山陽本線・呉線経由で運転されていた臨時の快速列車である。
2019年（令和元年）12月22日限りで運行を終了した。

## 使用車両
定期列車に使用されるものを挙げる。
電車
- 227系

気動車
- キハ40形・キハ47形・キハ48形・キロ47形
- キハ120形

広島地区では32年ぶりの新型電車となった227系は、2015年（平成27年）から運行を開始した。
2016年（平成28年）3月26日、エリア内を含む山陽本線三原駅 - 岩国駅間、呉線、可部線の全ての2・4ドア車を3ドア車で統一し、平日昼間を227系で統一した。
最終的に3両編成×64本と2両編成×42本の合計276両が投入され、2019年（平成31年）3月に、広島エリア（山陽本線・可部線・呉線など）で運行されていた115系などの国鉄型電車を完全に置き換えた。

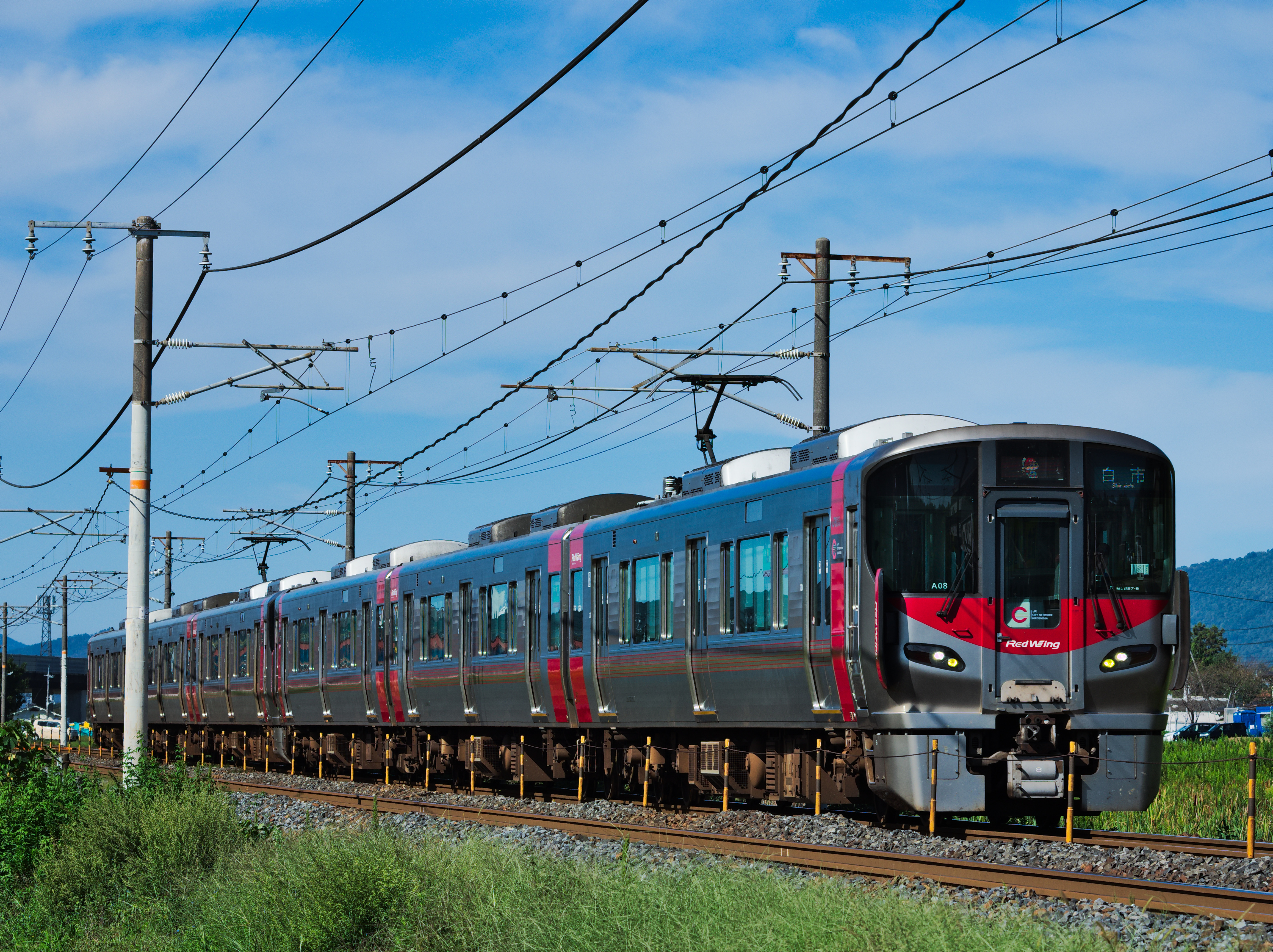
227系
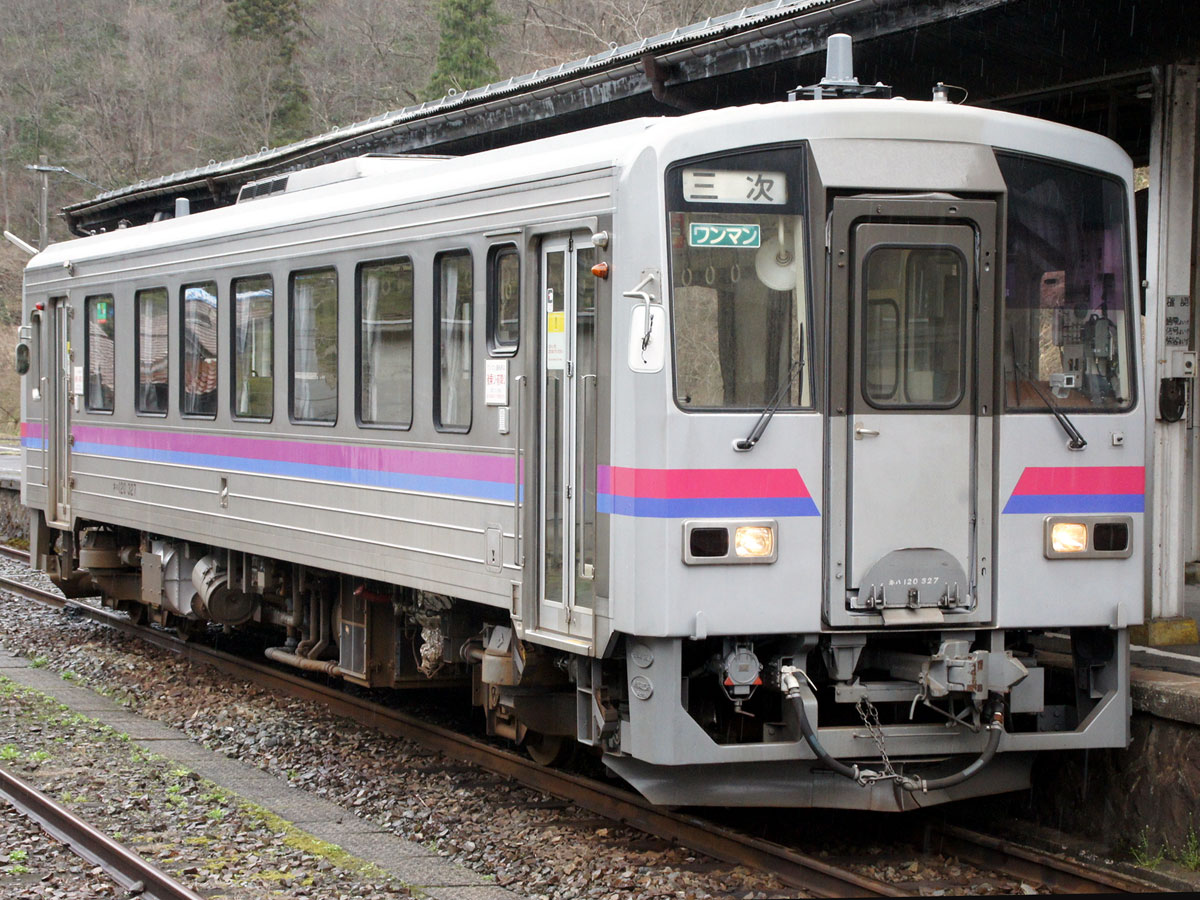
キハ120形

### 過去に使用されていた車両
電車
- 103系 - 2015年（平成27年）3月14日を最後に定期運用を離脱。
- 105系 - 2019年（平成31年）3月15日を最後に定期運用を離脱。
- 113系 - 2019年（平成31年）3月16日のダイヤ改正前に離脱。
- 115系 - 2019年（平成31年）3月15日を最後に定期運用を離脱。

国鉄から承継した車両の大半は、大規模なリニューアル工事が施行され新車並の内装となっている。リニューアル工事が施行されていない車両に関しても、他線区から工事が施行された車両を転属させることで体質改善を図った。

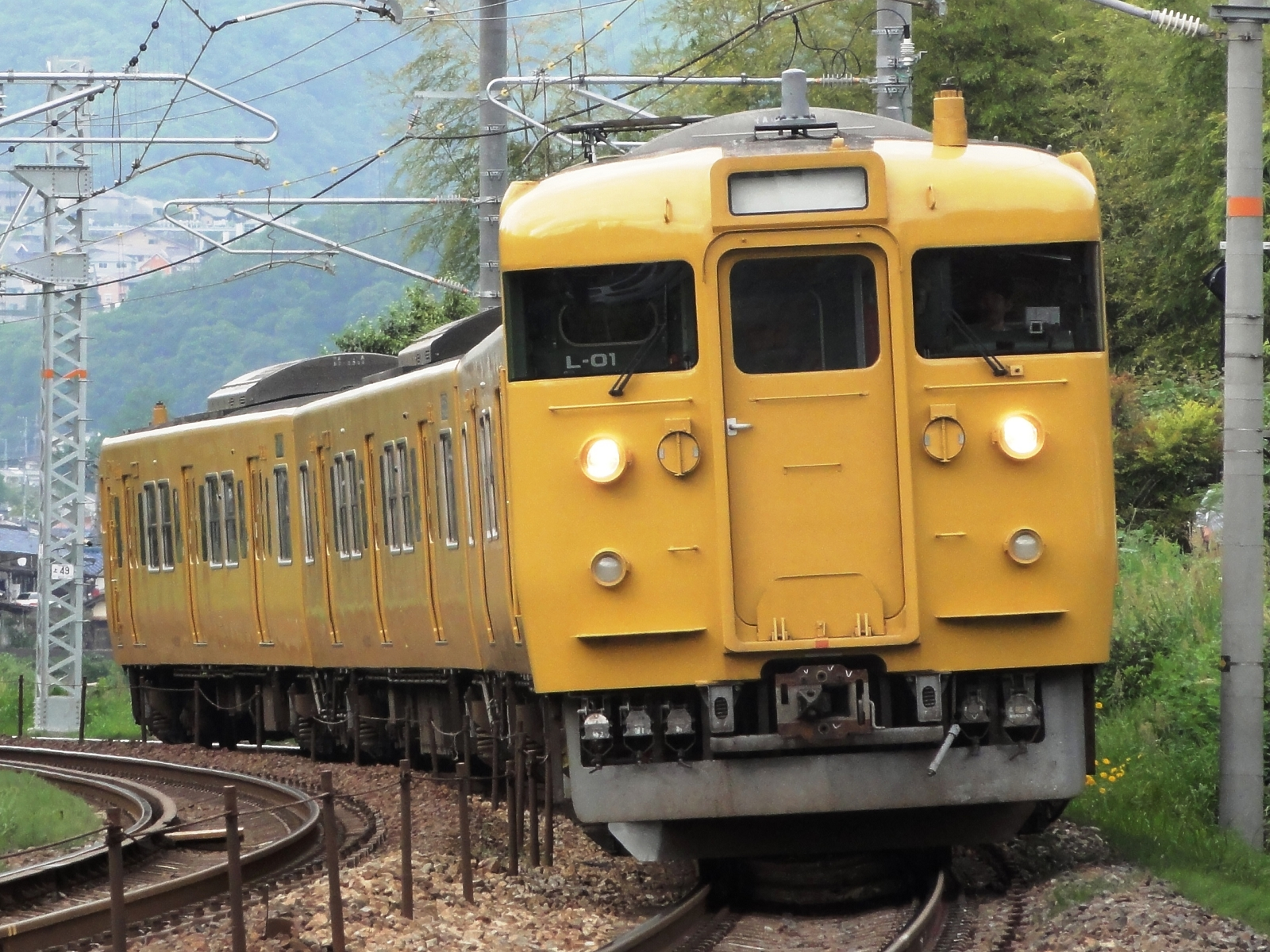
115系
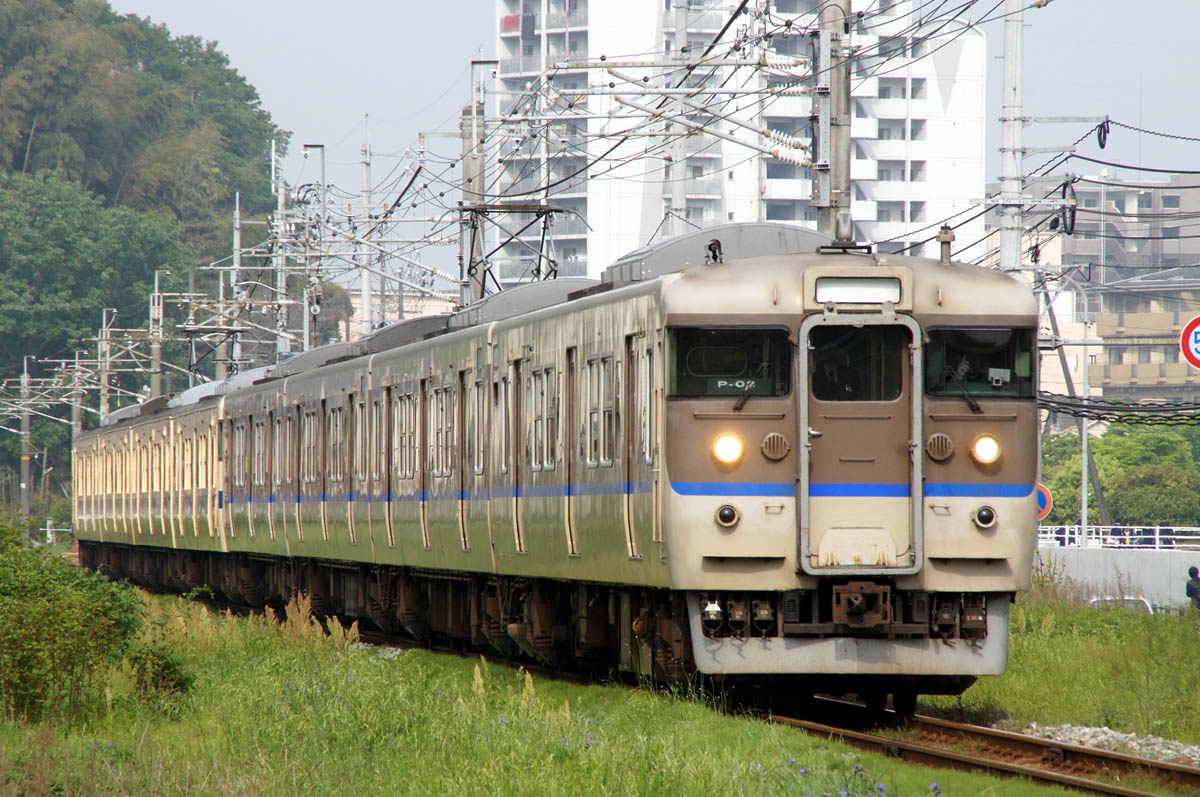
113系
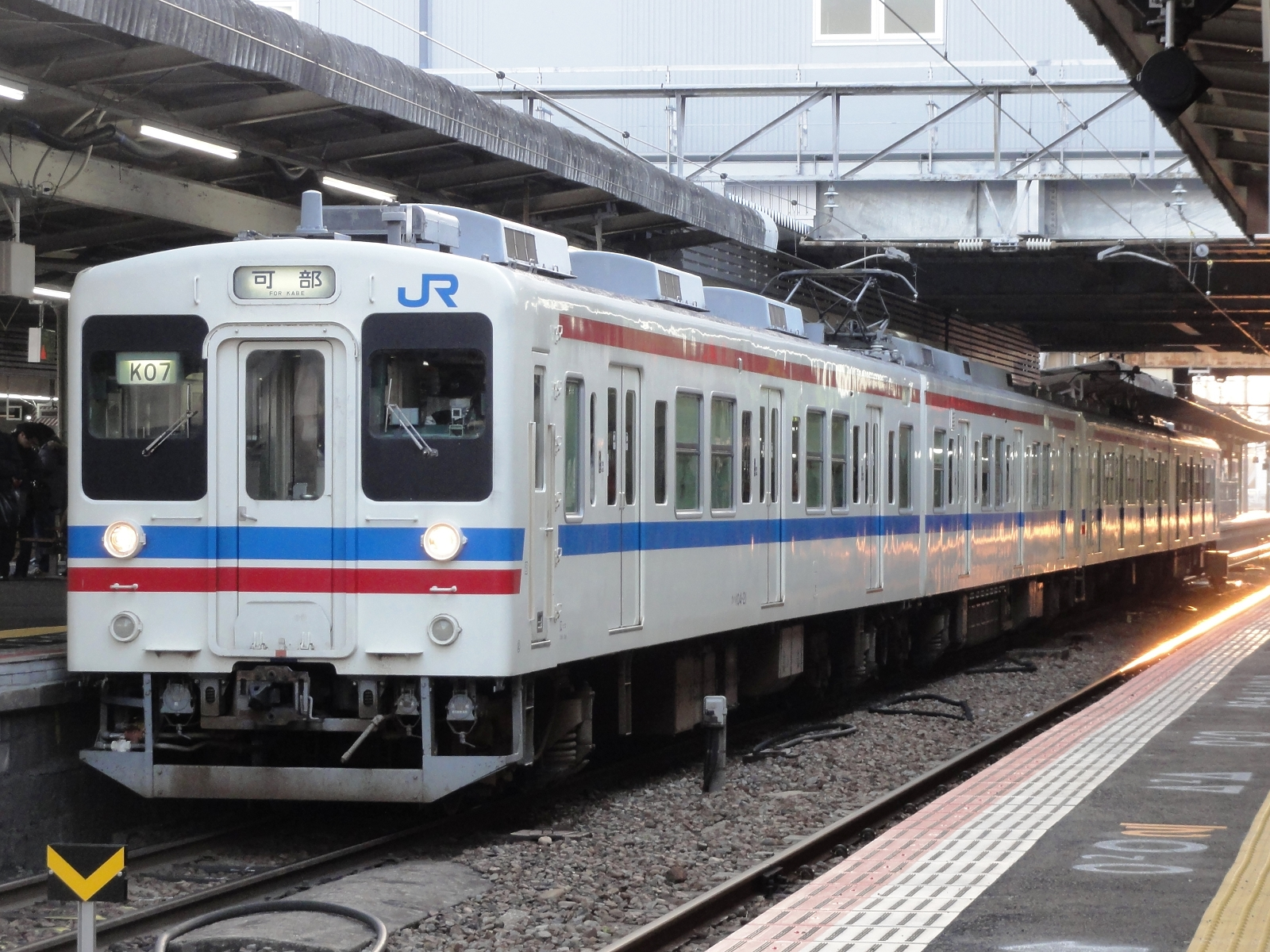
105系

## プロジェクト

### 可部線輸送改善
- 可部線の緑井駅 - 可部駅間ではラッシュ時間帯であっても20分間隔で運転されており、列車の増発を望む声も多いことから、上八木駅で列車交換ができるように改良工事を行うと共に、可部線の運行本数の増加に備えて変電所設備を増強する計画があり[44]、現在変電所新設工事が進んでいる。

### 新駅設置
- 山陽本線大竹駅 - 玖波駅間の小方地区に新駅を設置する構想がある[45]。
- その他、山陽本線の五日市駅 - 廿日市駅間の広島市佐伯区三筋付近に「御筋駅」、西広島駅 - 新井口駅間の西区古江地区に「JR古江駅」、安芸中野駅 - 海田市駅間の海田町畝付近に「畝駅」（駅名はいずれも仮称）を新設する構想が2006年（平成18年）に出されたが、いずれも実現に向けた動きは無く、構想にとどまっている[46]。その後、2023年（令和5年）に「海田東駅」の設置の検討が発表された[47]。

### 広島市東部地区連続立体交差事業
広島市南区・安芸区、府中町、海田町を通過する山陽本線海田市駅 - 向洋駅間を含む山陽本線4.6 km間および呉線1.7 km間について連続立体交差事業が計画されている。1993年（平成5年）に事業採択され、1999年（平成11年）に都市計画決定、2002年（平成14年）に事業認可が行われ、用地買収に着手したが、その後数度の事業計画変更が行われ、現在工事中。
- 2013年（平成25年）：広島市の財政状況を勘案し、向洋駅周辺の約2 km区間を先行実施し、残りの区間は先行実施区間完成後に改めて検討する。
- 2017年（平成29年）：海田市駅付近のコスト縮減のため、連続立体交差区間を向洋駅周辺の「I期区間」と海田市駅付近の「II期区間」に分割し、海田市駅付近の重層高架（2階が山陽本線、3階が呉線とする計画だった）を取りやめ、中間で立体交差構造とせず、引地踏切は除却しない。
- 2018年（平成30年）：引地踏切のある広島市安芸区船越地区の住民が反対したため、「I期区間」と「II期区間」の境界を的場川西踏切に変更し、同踏切を廃止。呉線のオーバーパス構造の関係で海田市駅の重層高架構造を復活。

### 新保安システムの導入
エリア内の保安システムは、ATS-SWによって整備されてきたが、これは停止信号や曲線などの線路条件に対して特定の地点での速度照査を行う機能であった。新保安システムD-TASは、あらかじめ信号機の位置や速度制限箇所そして分岐点などの線路情報が入ったデータベースを車両に設置し、信号の現示・駅の番線や分岐といった地上子からの情報、車輪の回転や閉塞などから得られる列車位置と速度の情報これらをもとにデータベースと比較して列車を制御するもので、これによって速度照査以外にもホームの無い側のドアが開扉することの防止・停止位置の大幅なズレの防止などの機能が実現できる。
エリア内では、227系電車のみが対応しており山陽本線白市駅 - 岩国駅間で地上設備を整備。
西広島駅 - 岩国駅間では2018年（平成30年）5月20日に運用開始し、白市駅 - 西広島駅間では2020年（令和2年）4月26日に運用を開始した。

## IC乗車券

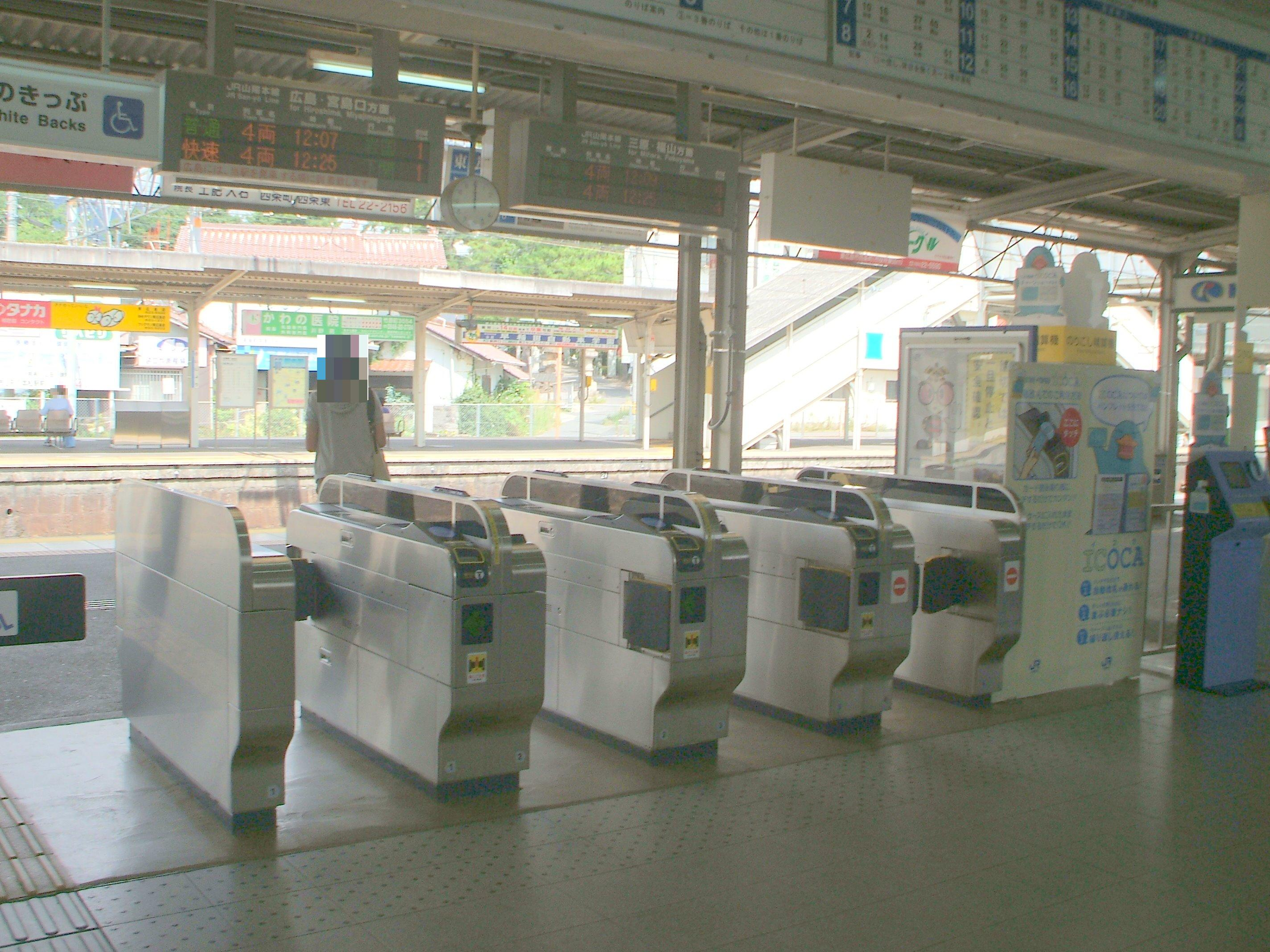
広島シティネットワーク内に設置された改札機
（2007年9月 西条駅）

広島シティネットワーク内のすべての駅がICOCAに対応している。ICOCA以外では、東日本旅客鉄道（JR東日本）のSuica等、交通系ICカード全国相互利用サービスに加入している各種カードが利用できる。
ICOCA導入に先立って本エリアを含む岡山・広島地区の135の駅でIC乗車券対応の自動改札機が設置されたが、半数近くの駅が簡易改札機となっている。また一部の駅では、ICカード専用改札機も導入されている。

## 問題点
広島シティネットワークエリアの山陽本線で運用されていた車両は4両編成を基本単位としていたが、広島支社では227系電車の導入に際して、利用状況が横ばいで推移すると見込み、山陽本線の最小車両数を3両編成として輸送力の適正化を狙った。しかし、沿線への訪日外国人旅行客が増加し、さらには広島駅・天神川駅を最寄りとするマツダスタジアムへの野球観戦客の利用増加、新白島駅の利用客増も相まって、当初の想定以上に利用客が増加。その結果、ラッシュ時の3両編成の列車では積み残しが発生するほどの列車の混雑が生じている。JR西日本では混雑で利用客に迷惑をかけていることを認識した上で、2019年（平成31年）3月のダイヤ改正で一部列車で車両数の適正化を図ったが、同ダイヤ改正で227系に統一した結果、山口・岡山県からの直通乗り入れや旧型車の運用ができなくなり、一部の列車についてはラッシュ時の3両編成による運用が残っていた。
こうした事情を鑑み、同年4月からは朝夕の一部列車で車両を増結する対処を行ったが、なおも混雑の著しい山陽本線（広島駅 - 五日市駅間）および可部線については、同年9月に混雑時間帯の増発と増車によるダイヤの修正が実施された。

## 歴史

### シティ電車設定前

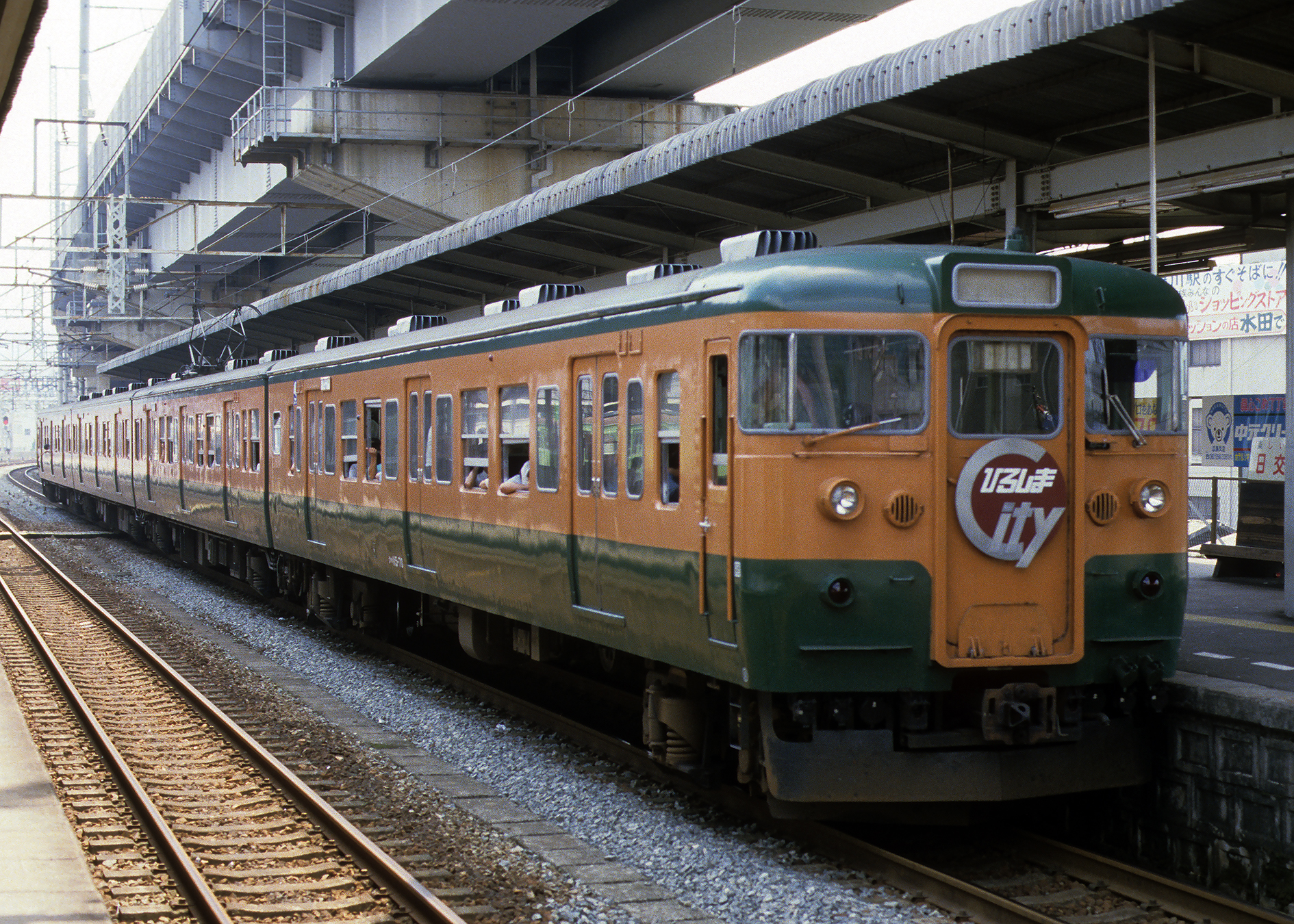
115系「ひろしまシティ電車」
(1984年 横川駅）

- 1975年（昭和50年）3月10日：山陽新幹線岡山駅 - 博多駅間開業に伴い、同区間の昼行優等列車が全て廃止されるが、広島駅 - 下関駅間に153系電車による快速が設定される。
  - 当時の快速の停車駅：広島・横川・西広島・五日市・宮島口・大竹・岩国・大畠・柳井港・柳井・田布施・光・下松・徳山・周防富田（現：新南陽）・防府・小郡（現：新山口）・宇部 - 下関間の各駅。その後由宇駅に、続いて廿日市駅や小郡以西の各駅にも停車するようになった。
  - このほか、岡山駅・三原駅方面からの快速の設定もあった（基本停車駅は岡山・倉敷・新倉敷・金光・笠岡・福山・松永・尾道・糸崎・三原・河内・西条・海田市・広島だが、三原駅以東あるいは以西だけ快速のものや追加停車駅があるものも多かった）。
  - 呉線についても、新幹線開業で昼行優等列車が廃止されたのと入れ替わりに、快速電車が設定される。停車駅は広島・海田市・呉・広・仁方・安芸川尻・安浦・安芸津・竹原・忠海・三原であったが、呉以西と以東でともに快速運転をするものは1978年までなかった(同年に安芸阿賀駅と安芸幸崎駅にも停車)。呉駅以東で快速運転するものは岡山駅まで快速で153系、呉駅以西で快速運転するものは岩国駅まで快速で111系での運転であった。

### ひろしまシティ電車
- 1982年（昭和57年）11月15日：山陽本線広島駅 - 岩国駅間に1時間4本の等間隔ダイヤ（シティ電車）を設定し、愛称「ひろしまシティ電車」と命名[53]。115系3000番台の投入に伴い、快速電車から153系が撤退。快速が広島駅 - 岩国駅間各駅に停車するようになる。
- 1984年（昭和59年）2月1日：シティ電車を山陽本線広島駅 - 西条駅間、呉線海田市駅 - 広駅間、芸備線広島駅 - 下深川駅間にも拡大設定。
- 1985年（昭和60年）3月14日：新井口駅が開業。山陽本線と呉線の快速を全廃。
- 1986年（昭和61年）
  - 3月3日：シティ電車を可部線横川駅 - 可部駅間にも拡大。
  - 11月1日：シティ電車の運行範囲を山陽本線は白市駅まで、芸備線は狩留家駅まで拡大。川原石駅に全列車停車化。
- 1988年（昭和63年）
  - 3月13日：呉線と可部線の水曜日運休列車を全廃。
  - 4月3日：宮内串戸駅が開業。
- 1989年（平成元年）8月11日：中野東駅・阿品駅が開業。
- 1991年（平成3年）3月16日：山陽本線広島駅 - 西条駅間に快速列車が復活。可部線可部駅以南の全列車が広島に乗り入れ。
- 1992年（平成4年）3月19日：呉ポートピア駅が開業。
- 1994年（平成6年）
  - 7月21日：快速「スーパーラビット」が広島駅 - 福山駅間で運転開始（毎日2往復運転・ノンストップ）[54]。
  - 8月20日：大町駅が開業。緑井駅に交換設備を新設し、古市橋駅折返し列車は緑井駅折返しとなる。
  - 10月1日：安芸長浜駅が開業。
- 1996年（平成8年）3月16日：日中の呉線広島駅 - 呉駅間に快速列車が復活。
- 1998年（平成10年）
  - 3月14日：平日朝ラッシュ時に、柳井駅・岩国駅 - 広島駅間で快速列車を運転開始。宮島口駅で緩急接続を行う。
  - 10月3日：平日夕ラッシュ時に、広島駅 - 岩国駅・柳井駅間で快速列車を運転開始。五日市駅で緩急接続を行う。
- 1999年（平成11年）2月7日：呉線を中心としたダイヤ改正。
  - 水尻駅・かるが浜駅が開業。
  - 川原石駅は広島寄りに500 m移設し交換設備を新設。
  - 呉線でもラッシュ時に快速列車を運転開始。公募の結果、快速列車の愛称が「安芸路ライナー」となる。当初は全国版の時刻表には愛称非掲載。
- 2000年（平成12年）3月11日：前空駅が開業。
- 2001年（平成13年）
  - 3月3日：日中の山陽本線広島駅 - 岩国駅間に快速「山陽シティライナー」が運転開始。上りのみ、岩国駅 - 西条駅間を快速運転する列車を設定。
  - 10月1日：朝ラッシュ時に快速「山陽シティライナー」が、2本のみ八本松駅に新規停車。白市行最終電車を西条行に区間短縮。
- 2002年（平成14年）3月23日：ダイヤ改正。
  - 新広駅が開業。
  - 「スーパーラビット」号を正式に廃止。
  - 夕方ラッシュ時の広島駅 - 岩国駅・柳井駅間の快速が毎日運転化。
  - 日中の呉線快速「安芸路ライナー」がワンマン列車化され、4両編成から3両編成に短縮。
  - 芸備線の急行「ちどり」「たいしゃく」の急行区間を三次駅までに短縮し、列車名を「みよし」に統一。

### 広島シティネットワーク設定後
- 2002年（平成14年）10月5日：ダイヤ改正により「広島シティネットワーク」設定。
  - 終日、八本松駅に快速「山陽シティライナー」が停車。ラッシュ時は西条駅で緩急接続を行う。
  - 昼間時のみ、瀬野駅に快速「山陽シティライナー」が新規停車。昼間時は瀬野駅で緩急接続を行う。
  - ラッシュ時、芸備線広島駅 - 狩留家駅間で快速列車を運転開始。
- 2003年（平成15年）
  - 3月15日：山陽本線の日中の快速を「シティライナー」に、ラッシュ時の快速を「通勤ライナー」に愛称を変更。
  - 10月1日：ダイヤ改正。
    - 日中の芸備線広島駅 - 三次駅間に快速「みよしライナー」運転開始。ラッシュ時の快速列車は「通勤ライナー」になる。
    - 矢賀駅・安芸矢口駅・下深川駅に一部の急行「みよし」が新規停車。
    - 柳井駅発着の快速「通勤ライナー」が徳山駅まで延長。延長区間の途中駅は全て通過。
    - 広島駅 - 岩国駅間、広島駅 - 白市駅・糸崎駅間の水曜日運休列車を全廃。
    - 夕方ラッシュ時広島駅 - 坂駅間区間列車の毎日運転化。

  - 12月1日：可部線可部駅 - 三段峡駅間を廃止。
- 2004年（平成16年）
  - 3月13日：天神川駅が開業。新井口駅に快速「通勤ライナー」が新規停車。
  - 10月16日：ダイヤ改正。
    - 夕方ラッシュ時、可部線に快速「通勤ライナー」運転開始（下りのみ）。
    - 日中の呉線の快速を「安芸路ライナー」に、ラッシュ時の快速を「通勤ライナー」に愛称を変更。これにより、ラッシュ時に運転される快速の愛称を各線で統一。
    - 天神川駅・矢野駅・坂駅に「安芸路ライナー」が新規停車。
- 2005年（平成17年）
  - 10月1日：ダイヤ改正。
    - 呉線広島駅・呉駅 - 三原駅間に臨時快速「瀬戸内マリンビュー」運転開始。
    - 矢野駅に呉線の快速「通勤ライナー」が新規停車。
    - 可部線七軒茶屋駅 - 可部駅間全駅で、4両編成の列車の広島寄り1両ドアカットを開始（従来は七軒茶屋駅と上八木駅のみ）。
- 2006年（平成18年）3月18日：「瀬戸内マリンビュー」の広駅 - 三原駅間が各駅停車となる。
- 2007年（平成19年）
  - 3月18日：ダイヤ改正。
    - 海田市駅に山陽本線の快速「通勤ライナー」が朝夕2往復のみ新規停車。

  - 4月14日 - 7月29日：各駅で自動改札機を順次導入。
  - 7月1日：芸備線を中心としたダイヤ改正。
    - 急行「みよし」を全廃。
    - 快速「みよしライナー」の停車駅を見直し、終日に渡って運転。芸備線では「通勤ライナー」の名称消滅。
    - 普通列車を増発し、広島駅 - 下深川駅間では一部時間帯を除き20分間隔で運転。

  - 9月1日：ICOCA・ICOCA電子マネーサービス開始。
- 2008年（平成20年）
  - 3月15日：ダイヤ改正。
    - 和木駅が開業。
    - 宮内串戸駅・大竹駅に快速「シティライナー」新規停車。広島駅 - 岩国駅間では「シティライナー」と「通勤ライナー」の停車駅が同一となる。
    - 七軒茶屋駅移転および上八木駅ホーム延伸に伴い、3両編成から4両編成対応化。これに伴い、可部線の4両編成列車におけるドアカット解消。
- 2009年（平成21年）
  - 3月14日：平日ダイヤで運転されていた土曜ダイヤを、休日ダイヤに変更。それに合せて、表記も「休日運休」→「土休日運休」となる。南岩国駅を広島シティネットワークエリアに内包。
  - 4月10日：臨時列車「赤ヘルナイター号」運転開始。MAZDA Zoom-Zoom スタジアム広島でのプロ野球のナイター開催日限定運行。
- 2010年（平成22年）3月13日：各線で、特に利用客の少ないとみられる早朝・深夜時間帯の便の時刻繰り下げ・減便を行なう。また、快速「シティライナー」を全廃。
- 2011年（平成23年）
  - 3月12日：ダイヤ改正。
    - 広島空港連絡乗車券販売終了[55]。
    - 土休日運休列車を拡大。
    - 昼間時、広島駅 - 三次駅間運転の列車を狩留家駅で分割し、狩留家駅で相互接続。

  - 4月2日：東日本大震災により山陽本線、呉線、可部線で使用される車両保守部品の製造工場が稼動停止となり部品の納入が困難な為、それまでに納入されていた部品の在庫も極力確保するという観点から、芸備線を除き9 - 16時の間で通常の50%程度の間引き運転を実施し、臨時列車も一部運休[56]。
  - 4月8日：部品の納入が可能な見通しが立ち、間引き運転が解除され通常ダイヤに戻る[57]。
- 2012年（平成24年）
  - 3月17日：ダイヤ改正。
    - 南岩国駅を再び広島シティネットワークエリア外とする。
    - 山陽本線の「通勤ライナー」は夕方、土曜・休日の運転を休止し普通列車に置き換え。
    - 昼間時間帯に大野浦駅 - 岩国駅間と呉線で列車本数削減。
    - 海田市駅・吉浦駅に「安芸路ライナー」が新規停車。天神川駅は通過駅に戻る。
    - 可部線は夕方・夜に緑井行きを増発し「通勤ライナー」を全廃。
- 2013年（平成25年）3月16日：土休日運休の列車を拡大。利用状況に合わせた編成両数の変更。
- 2014年（平成26年）
  - 3月15日：夕方通勤時間帯に山陽本線の運転間隔の均等化と増発。利用状況に合わせた編成両数の変更。
  - 11月2日：広島駅において新跨線橋が供用開始[58]。路線記号・ラインカラーを先行導入。
  - 12月：広島市による駅建設用地取得の手続きが遅れていることから、可部線延伸開業を2017年春に1年延期[59]。

- 2015年（平成27年）

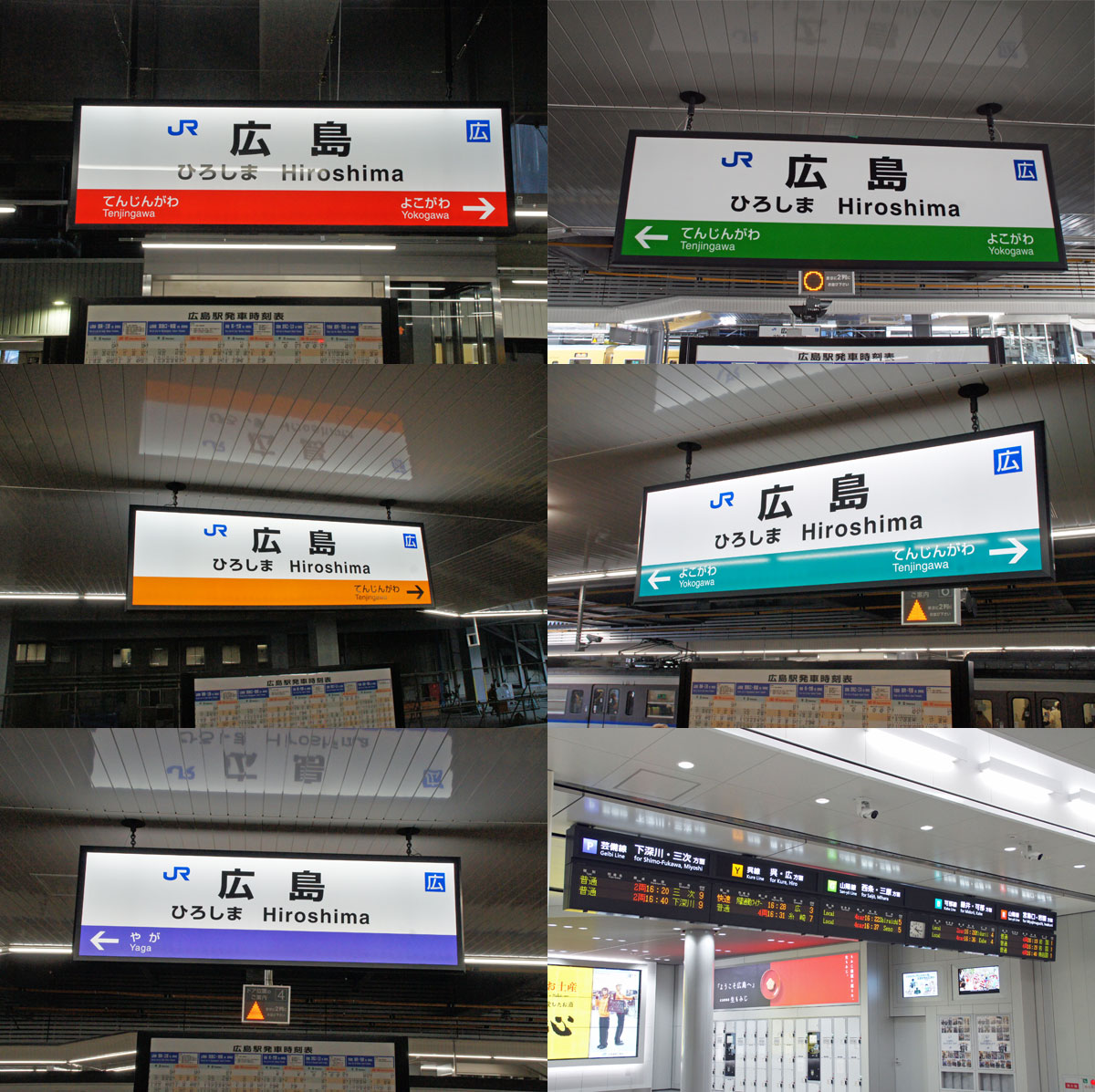
路線記号・ラインカラーを反映した駅名標と発車標

  - 3月：横川駅の可部線線形改良工事完工。これにより、可部線への下り列車の到着と、可部線からの上り列車の発車が同時に出来るようになる[60][44]。
  - 3月14日：ダイヤ改正。
    - 「JRシティネットワーク広島」としてのブランディングを本格的に開始し、路線記号・ラインカラーを本格的に導入[注 12]。
    - 新白島駅が開業[61]。
    - 山陽本線・呉線に新型近郊型車両227系の営業運転開始。当初は山陽本線広島駅以東（糸崎方面）が12本（8％）、広島駅以西（岩国方面）が22本（13％）、呉線（広駅 - 広島駅間）が40本（30％）、糸崎駅・三原駅 - 広駅間（エリア外）が9本（17％）で運用。

  - 7月4日：山陽本線と呉線で227系の運用を拡大。山陽本線広島駅以東が28本（19％）、山陽本線広島駅以西が47本（27％）、呉線が60本（40％）、糸崎駅・三原駅 - 広駅間が21本（45％）に[62]。
  - 9月29日：「JRシティネットワーク広島」のブランディングへの取り組み（227系および路線記号・ラインカラーの導入）が2015年度グッドデザイン賞を受賞[1][2]。
  - 10月3日：芸備線を除く各線で227系の運用を拡大、同時に可部線での運用を開始。山陽本線広島駅以東が54本（35％）、山陽本線広島駅以西が74本（42％）、呉線が74本（55％）、三原駅 - 安浦駅間が16本（36％）、可部線が10本（7％）に[63]。
  - 12月12日：山陽本線、呉線で227系の運用を拡大。山陽本線広島駅以東が64本（42％）、山陽本線広島駅以西が86本（49％）、呉線が78本（58％）に[63]。
- 2016年（平成28年）
  - 3月26日：ダイヤ改正を実施し、山陽線・呉線・可部線が平日と土休日で大きく異なるダイヤとなる[20]。
    - 山陽本線で土休日に快速「シティライナー」を運転（復活）し、日中の運転パターンを以下のように変更。
      - 西条駅 - 広島駅間：普通3本/時 → 普通3本/時+快速2本/時（10時台下りのみ）
      - 広島駅 - 大野浦駅間：普通4本/時 → 普通4本/時+快速2本/時
      - 大野浦駅 - 岩国駅間：普通3本/時 → 普通1 - 2本/時+快速2本/時

    - 呉線では、土休日の「通勤ライナー」を、午前中の下りを除き「安芸路ライナー」に変更し、運行時間帯を夜まで拡大。
    - 227系の運用を拡大し、平日日中はエリア内（山陽本線三原駅 - 白市駅間を含む）の電車を全て227系で運転。
    - エリア内を含む山陽本線三原駅 - 岩国駅間、呉線、可部線の2-4ドア車の列車を全て3ドア車に統一[注 10]。

  - 12月18日：可部線延伸に向けた可部駅構内の配線変更に伴い、一部列車の時刻を1 - 6分修正[64]。
- 2017年（平成29年）3月4日：ダイヤ改正[65]。
  - 可部線延伸区間（可部駅 - あき亀山駅間）開業。河戸帆待川駅・あき亀山駅開業。同区間を広島シティネットワークエリアに内包。
  - 寺家駅開業。普通列車のみ停車。
  - 芸備線を平日と土休日で異なるダイヤとし、土休日に快速「みよしライナー」と普通列車を増発。
  - 呉線では、平日夕方上りの快速「通勤ライナー」と一部の普通列車を快速「安芸路ライナー」に変更して増発し、運行時間帯を21時台まで拡大。平日・土休日ともに広島駅・広駅発車電車の9時以降の快速列車は「安芸路ライナー」に統一。
- 2018年（平成30年）
  - 5月20日：山陽本線西広島駅 - 岩国駅間で新保安システム「D-TAS」の使用を開始[66]。
- 2019年（平成31年）
  - 3月16日：ダイヤ改正[21]。
    - 前年の平成30年7月豪雨でエリア内各路線が被災して以来、平日・土休日共通の暫定ダイヤで運行されていたが、同日のダイヤ改正で正式に平日ダイヤと土休日ダイヤを再度統一。山陽本線の快速「通勤ライナー」が正式に毎日運行に戻る一方、運休中であった快速「シティライナー」は時刻表より削除される[19]。
    - エリア内の山陽本線・呉線・可部線（山陽本線三原駅 - 白市駅間ならびに呉線全線を含む）の電車を全て227系に統一する[21]。

  - 4月8日：山陽本線・呉線・可部線の朝夕の一部電車で両数を見直し。
  - 9月1日：ダイヤ修正を実施。山陽本線で夕時間帯の広島 - 五日市間を2往復増発、可部線で夕時間帯の3両編成1往復を4両に増車。車両捻出のため広島 - 糸崎間の電車を1往復削減。
- 2020年（令和2年）
  - 3月14日：土休日ダイヤを再度分離。快速「シティライナー」が運転再開。横川駅に新規停車し宮内串戸駅が通過駅になる。
  - 4月26日 - D-TASエリアを西広島駅 - 白市駅間に拡大[67]。
- 2021年（令和3年）
  - 3月13日：快速「シティライナー」の日中の運転を再度廃止。また、いずれも日中の大野浦駅 - 岩国駅間で毎時3本が2本に、緑井駅 - あき亀山駅間で毎時3本が2本に減便される。芸備線でも下深川駅 - 狩留家駅間で概ね9時から15時の間で片道当たり4 - 5本削減される[68]。
- 2022年（令和4年）3月12日：ダイヤ改正。一部列車の運転取りやめや、運転区間の短縮を実施。また、一部列車を統合。23時台の新幹線との接続改善[69]。
- 2024年（令和6年）10月5日：ダイヤ修正。山陽本線の平日朝時間帯の上り快速「通勤ライナー」1本と、土休日夕方時間帯の上り快速「シティライナー」2本に有料座席（指定席）「快速 うれしート」を導入[12]。
- 2025年（令和7年）3月15日：ダイヤ改正[9]。
  - 呉線の快速「通勤ライナー」が新たに海田市駅に停車。
  - 土休日日中時間帯の山陽本線・呉線で普通列車を増発。
  - 土休日の山陽本線で快速「シティライナー」を増発および運行区間延長。
  - 土休日朝方時間帯の上り快速「シティライナー」3本に「快速 うれしート」を追加導入。